# وزارت دادگستری (ژاپن پیشامدرن)
وزارت دادگستری یا گیوبو-شو (به ژاپنی: 刑部省, Gyōbu-shō)، (به معنی بخش امور کیفری) یکی از هشت وزارتخانه دربار امپراتوری ژاپن و یک بخش از دولت دربار امپراتوری در کیوتو از قرن هشتم ژاپن بود، در دوره آسوکا تأسیس شد و در دوره هی‌آن رسمیت یافت. وزارتخانه در دوره میجی جایگزین شد.